# 정상구
정상구(鄭相九, 1925년 4월 28일~2005년 3월 24일)는 대한민국의 정치인이다. 제5대 참의원, 제7, 12, 13, 15대 국회의원을 역임하였다. 호(號)는 설송(雪松), 다촌(茶村)이다.

## 학력
- 고려대학교 교육학과 학사
- 고려대학교 교육대학원 교육학 석사
- 중앙대학교 대학원 정치학 석사
- 일본 도쿄 대학교 대학원 정치학 석사
- 일본 도쿄 대학교 대학원 교육학 석사
- 중앙대학교 대학원 정치학 박사

## 약력
- 혜화여자고등학교 교장
- 문총 부산시 위원장
- 민주통일당 부총재
- 민주당전당대회 의장
- 국민당 최고위원.신민당 최고위원
- 자민련 부총재.자민련 상임고문
- 한일의원연맹 부회장
- 한ㆍ인도네시아 국회 친선협회 회장
- 한ㆍ뉴질랜드 국회 친선협회 회장
- 국회 행정위원회 위원장
- 혜화학원(혜화 초, 중, 고, 부산여자대학교)이사장
- 한국다도협회장

## 역대 선거 결과
|  | 3.01% |

|  | 12.30% |

|  | 34.68% |

|  | 52.11% |

|  | 48.09% |

|  | 21.64% |

|  | 21.73% |

|  | 19.7% |

|  | 59.45% |

|  | 16.2% |